# Argyrocoris scurrilis
Argyrocoris scurrilis är en insektsart som beskrevs av Van Duzee 1912. Argyrocoris scurrilis ingår i släktet Argyrocoris och familjen ängsskinnbaggar. Inga underarter finns listade i Catalogue of Life.